# 빛누리초등학교
빛누리초등학교는 대한민국 전라남도 나주시에 있는 공립 초등학교이다.

## 연혁
- 2016. 3. 1. 빛누리초등학교 신설(완성 37학급 예정)
- 2016. 3. 1. 제1대 장경순 교장 취임
- 2016. 3. 2. 빛누리초등학교 개교(17학급, 340명)
- 2017. 3. 1. 학교 현황(36학급, 826명)
- 2018. 3. 6. 학교 현황(37학급, 947명)
- 2019. 3. 5. 학교현황(38학급, 1007명)
- 2019. 9. 1. 제2대 김인선 교장 취임